# Великуши (Псковская область)
Великуши — деревня в юго-восточной части Порховского района Псковской области. Входит в состав сельского поселения «Логовинская волость».
Расположена в 24 км к юго-востоку от города Порхов и в 6 км к востоку от волостного центра Логовино. Через деревню протекает река Тишинка.

## Население
Численность населения по состоянию на 2000 год составляла 19 жителей.